# Bielorrusia en los Juegos Olímpicos de la Juventud 2018
Bielorrusia participa en los Juegos Olímpicos de la Juventud de Verano 2018 en Buenos Aires, Argentina del 6 al 18 de octubre de 2018.

## Deportes

### Atletismo
| Sexo | Atleta             | Evento       | Stage 1 | Stage 1 |
| Sexo | Atleta             | Evento       | Result  | Rank    |
| ---- | ------------------ | ------------ | ------- | ------- |
| W    | Ulada Zhavarankava | Discus Throw | 46'18   | 9       |

### Tiro al arco
Bielorrusia calificó a un arquero basado en su rendimiento en el Campeonato Europeo Juvenil 2018.
- Individuales femenino - 1 cuota

### Gimnasia

#### Acrobática
Bielorrusia calificó a una pareja mixta basada en su rendimiento en el Campeonato Mundial de Gimnasia Acrobática 2018.
- Pareja mixta - 1 equipo de 2 atletas

#### Artística
Bielorrusia calificó a una gimnasta basado en su rendimiento en el Campeonato de Europeo de gimnasia artística femenina 2018.
- Individuales femenino general - 1 cuota

#### Rítmica
Bielorrusia calificó a un gimnasta rítmico basadó en su rendimiento en el acontecimiento de cualificación europeo.
- Individuales femenino general - 1 cuota

#### Trampolín
Bielorrusia calificó a un gimnasta basado en su rendimiento en el Campeonato de Europeo Junior.
- Masculino - 1 cuota

### Pentatlón Moderno
Bielorrusia calificó a un atleta basado en su rendimiento en el Campeonato Mundial Juvenil 2018..
- Individual masculino - Uladziaslau Astrouski

### Remo
Bielorrusia calificó un bote basado en su desempeño en el Campeonato Mundial Juvenil de Remo 2017.
- Masculino sculls - 1 atleta

### Natación
| Sexo | Atleta                | Evento          | Heat    | Heat | Semifinal | Semifinal | Final         | Final         |
| Sexo | Atleta                | Evento          | Tiempo  | Rank | Tiempo    | Rank      | Tiempo        | Rank          |
| ---- | --------------------- | --------------- | ------- | ---- | --------- | --------- | ------------- | ------------- |
| M    | Kanstantsin Kurachkin | 400 m freestyle | 3:57'99 | 21   | N/A       | N/A       | No pasa ronda | No pasa ronda |

### Navegación
Bielorrusia calificó un bote basado en su desempeño en el Techno 293+ European Qualifier.
- Femenino Techno 293+ - 1 bote

### Tiro
Bielorrusia calificó un tirador deportivo basado en su desempeño en el Campeonato Europeo de Tiro 2017.
- Masculino Pistola de Aire 10 m  - 1 cuota

### Tenis de mesa
Bielorrusia calificó a un tenista de mesa basado en su desempeño en el 2018 Calificación Continental YOG - Europa .
- Individual femenino - Nadezhda Bogdanova

## Competidores
| Deporte   | Hombres | Mujeres | Total |
| --------- | ------- | ------- | ----- |
| Atletismo |         | 1       | 1     |
| Natación  | 1       |         | 1     |
| Total     | 1       | 1       | 2     |